# 鲁运河
鲁运河是京杭大运河经过山东省的一段。
鲁运河北起临清接卫运河，南至台儿庄，贯穿山东省西部，长约380公里。
元代，为了使大都（今北京市）与东南产粮区之间有便捷的南北水道相通，从临清到济州（今济宁市）之间开凿了济州河和会通河。河上也建立了许多闸坝。不过这两段运河的水源不稳定，河道时患浅滩，不胜重载，故元一代漕粮北运仍以海道为主；元末，会通河废弃不用。
明永乐九年（1411年），工部尚书宋礼奉命疏通。宋礼修筑戴村坝，遏汶水济运。从此大运河南北畅通。在济宁设有东河总督，负责山东河南两省河道。
1855年(清咸丰5年)黄河北徙，鲁运河被冲毁淤塞，航运遂告中断。但济宁以南的大运河迄今仍然为中国最重要的内河航道。临清至天津的大运河南运河段航运直至1960年代末才停止。